# سیارک ۳۳۸۹
سیارک ۳۳۸۹ (به انگلیسی: 3389 Sinzot، نامگذاری:1984DU) سه هزار و سیصد و هشتاد و نهمین سیارک کشف شده‌است که در ۲۵ فوریه ۱۹۸۴ کشف شد.
قدر مطلق سیارک برابر ۱۲٫۳۰ است.